# مارک زینگا
مارک زینگا (فرانسوی: Marc Zinga‎؛ زادهٔ ۲۱ اکتبر ۱۹۸۴) بازیگر، خواننده، کارگردان فیلم و فیلم‌نامه‌نویس اهل بلژیک است. وی از سال ۲۰۰۳ میلادی تاکنون مشغول فعالیت بوده‌است.
از فیلم‌ها یا برنامه‌های تلویزیونی که وی در آن نقش داشته است، می‌توان به اسپکتر، دیپان و آقای نوبادی اشاره کرد.